# Wendy Wasserstein
Wendy Wasserstein (New York, 18 ottobre 1950 – New York, 30 gennaio 2006) è stata una drammaturga e sceneggiatrice statunitense.

## Biografia
Wendy Wasserstein è nata a Brooklyn in una benestante famiglia ebrea emigrata dalla Polonia. Studiò storia alla Mount Holyoke College, scrittura creativa al City College di New York e drammaturgia a Yale, dove scrisse la sua prima opera teatrale, Uncommon Women and Others, che fu messa in scena nell'Off Broadway nel 1977 con Glenn Close e Swoosie Kurtz. Nel 1989 ottenne il suo più grande successo con The Heidi Chronicles, che vinse il Tony Award alla migliore opera teatrale e il Premio Pulitzer per la drammaturgia. Nel 1998 sperimentò anche con la scrittura cinematografica, firmando la sceneggiatura de L'oggetto del mio desiderio con Jennifer Aniston.
Diede luce a una figlia, Lucy Jane Wasserstein, nel 1999 e si spense a New York nel 2006 per un linfoma. In suo onore le luci dei teatri di Broadway furono spente per un minuto.

## Filmografia
- L'oggetto del mio desiderio (The Object of My Affection), regia Nicholas Hytner (1998)